# Желехи (Мазовецьке воєводство)
Желехи (пол. Żelechy) — село в Польщі, у гміні Сохоцин Плонського повіту Мазовецького воєводства.
Населення — 93 особи (2011).
У 1975-1998 роках село належало до Цехановського воєводства.

## Демографія
Демографічна структура станом на 31 березня 2011 року:
|          | Загалом | Допрацездатний вік | Працездатний вік | Постпрацездатний вік |
| -------- | ------- | ------------------ | ---------------- | -------------------- |
| Чоловіки | 47      | 10                 | 36               | 1                    |
| Жінки    | 46      | 12                 | 27               | 7                    |
| Разом    | 93      | 22                 | 63               | 8                    |